# Utivarachna accentuata
Utivarachna accentuata är en spindelart som först beskrevs av Simon 1896.  Utivarachna accentuata ingår i släktet Utivarachna och familjen flinkspindlar.
Artens utbredningsområde är Sri Lanka. Inga underarter finns listade i Catalogue of Life.